# Zsolt (település)
Zsolt (1899-ig Zljechó, szlovákul Zliechov) község Szlovákiában, a Trencséni kerületben, az Illavai járásban. Kaszaróna tartozik hozzá.

## Fekvése
Illavától 17 km-re keletre fekszik.

## Története
A települést 1272-ben „Zlieho” néven említik először. 1330-ban „Zliecho” alakban találjuk. A szkalkai apátság birtoka volt. 1337-ben lakói a zsolnai német joggal rendelkeztek, bírája Petzolt zsolnai bíró volt. Később a  jezsuiták birtoka, majd a rend hazai megszüntetése után a vallásalapé volt. 1418-ban „Zlechow”, 1598-ban „Zliechow” alak szerepel a korabeli forrásokban, amikor is malma és 48 háza létezett. 1720-ban malom és 28 adózó volt a településen. 1784-ben 141 házában, 202 családban 1135 lakosa élt itt.
A 18. század végén Vályi András így ír róla: „ZLIECHO. Tót falu Trentsén Várm. földes Ura a’ Tud. Kintstár, lakosai katolikusok, fekszik Rovnéhoz nem meszsze; földgye sovány, erdeje, legelője van.”
1828-ban 141 házában 1278 lakos élt. Lakói mezőgazdasággal, erdei munkákkal, házalással,  foglalkoztak. Többen a helyi Gápel üveggyár termékeit árulták.
Fényes Elek 1851-ben kiadott geográfiai szótárában így ír a faluról: „Zliecho, Trencsén m. tót falu, épen a Nyitra vgyei határszélen. Számlál 1337 kath. lak. Kath. paroch. templom; roppant erdőség; üveghuta. F. u. a tudományi kincstár. Ut. postája Trencsén.”
A trianoni diktátumig Trencsén vármegye Ilavai járásához tartozott.
A háború után az üveggyár megszűnt. Lakói támogatták a szlovák nemzeti felkelést, a frontharcokban a falu egy része leégett.

## Népessége
| Év:            | 1994. | 2004.    | 2014.   | 2024.   |
| -------------- | ----- | -------- | ------- | ------- |
| Emberek száma: | 728   | 614      | 610     | 560     |
| Eltérés:       |       | -15,65 % | -0,65 % | -8,19 % |

| Év:            | 2023. | 2024.   |
| -------------- | ----- | ------- |
| Emberek száma: | 570   | 560     |
| Eltérés:       |       | -1,75 % |

1910-ben 2002, túlnyomórészt szlovák anyanyelvű lakosa volt.
2001-ben 632 lakosából 623 szlovák volt.
2011-ben 571 lakosából 522 szlovák volt.

## Nevezetességei
- Római katolikus temploma eredetileg 15. századi gótikus volt. 1787-ben szentélyét és belső terét teljesen átépítették és Szent Lőrinc tiszteletére szentelték fel. A 19. század elején hajóját újraboltozták. Madonna szobra 1500 körül készült, Bélapatakáról származik.

## Külső hivatkozások
- Hivatalos oldal
- E-obce.sk Archiválva 2009. augusztus 9-i dátummal a Wayback Machine-ben
- Községinfó
- Zsolt Szlovákia térképén
- A község rövid története

## Lásd még
- Kaszaróna